# ديف رووي
ديف رووي (بالإنجليزية: Dave Rowe)‏ هو لاعب كرة قدم أمريكية أمريكي، ولد في 20 يونيو 1945 في نبتون في الولايات المتحدة.

## وصلات خارجية
- ديف رووي على موقع مرجع كرة القدم المحترفة.كوم (الإنجليزية)